# لاتوليب ايه غابوري (كيبك)
لاتوليب ايه غابوري (بالإنجليزية: Latulipe-et-Gaboury, Quebec)‏ هي بلدية محلية في كيبيك تقع في كندا في بلدية مقاطعة تميسكامينغ الإقليمية ‏. يقدر عدد سكانها بـ 304 نسمة ومساحتها 298.30 كم2 .